# Dicranomyia (Dicranomyia) skanda
Dicranomyia (Dicranomyia) skanda is een tweevleugelige uit de familie steltmuggen (Limoniidae). De soort komt voor in het Oriëntaals gebied.